# Hirschmannia gracilis
Hirschmannia gracilis är en rundmaskart. Hirschmannia gracilis ingår i släktet Hirschmannia och familjen Hoplolaimidae. Inga underarter finns listade i Catalogue of Life.